# Distretto di Bogra
Il distretto di Bogra è un distretto del Bangladesh situato nella divisione di Rajshahi. Si estende su una superficie di 2898,68 km² e conta una popolazione di   3.400.874 abitanti (censimento 2011).

## Suddivisioni amministrative
Il distretto si suddivide nei seguenti sottodistretti (upazila):
- Adamdighi
- Bogra Sadar
- Sherpur
- Dhunat
- Dhupchanchia
- Gabtali
- Kahaloo
- Nandigram
- Shajahanpur
- Sariakandi
- Shibganj
- Sonatala